# Vasco Alexandre
Vasco Alexandre es un director de cine y guionista portugués. Ha dirigido Yard Kings (2020), Ten With a Flag (2022), Gummy Bear (2023) y Super-Sub (2023).

## Biografía
Vasco Alexandre nació en 1993 en Lisboa, Portugal. Terminó la carrera de cine en 2020, habiendo estudiado en la Universidad CEU San Pablo (Madrid, España) y la Universidad de Middlesex, (Londres, Reino Unido). En 2021, realizó una Maestría en Dirección de Cine (distinción) en la Universidad Napier de Edimburgo, (Edimburgo, Reino Unido).
Su primer cortometraje Yard Kings (2020, Reino Unido), que escribió y dirigió en un contexto académico, recibió varias nominaciones y premios internacionales, entre ellos 1 Premio Giornate Della Luce  en el Festival de Cortometrajes Ca' Foscari; 2 premios de la Royal Television Society, la sociedad de televisión más antigua del mundo, patrocinada por Carlos, Príncipe de Gales; y 8 premios FFTG, lo que lo llevó a ser invitado a formar parte del Comité de Selección Oficial 2021.

## Obra Cinematográfica
| País de Origem | Año  | Título          | Director | Guionista | Notas        |
| -------------- | ---- | --------------- | -------- | --------- | ------------ |
| Reino Unido    | 2020 | Yard Kings      | Sí       | Sí        | Cortometraje |
| Reino Unido    | 2022 | Ten With a Flag | Sí       | No        | Cortometraje |
| Reino Unido    | 2023 | Gummy Bear      | Sí       | Sí        | Cortometraje |
| Reino Unido    | 2023 | Super-Sub       | Sí       | No        | Cortometraje |